# Adriana Aizemberg
Adriana Aizemberg is een Argentijnse film- en tv-actrice. Zij is filmactrice sinds 1967, toen zij haar debuut maakte in de film El ABC del amor. Zij deed mee in de bekende film van Daniel Burman uit 2004, El abrazo partido aan de zijde van de Uruguayaanse acteur Daniel Hendler en in Derecho de familia uit 2006 als Norita.

## Filmografie
- El ABC del amor (1967)
- La Raulito (1975)
- Plata dulce (1982)
- Sostenido en La menor (1986)
- Revancha de un amigo (1987)
- Mundo grúa (1999)
- La Venganza (1999)
- Buenos Aires 100 kilómetros (2004)
- El abrazo partido (2004)
- Ropa sucia (2005)
- A través de tus ojos (2006)
- Derecho de familia (2006)

## Televisie
- El Mundo de Gasalla (1990) tv-reeks
- Poliladron (1994) tv-reeks
- Vulnerables (1999) tv-reeks
- 0800 no llames (2005) mini tv-reeks
- Amas de Casa Desesperadas (2006) tv-reeks

- Biblioteca Nacional de España: XX1715700
- Bibliothèque nationale de France: cb14627546j (data)
- Gemeinsame Normdatei: 1023902486
- International Standard Name Identifier: 0000 0001 1943 0586
- Library of Congress Control Number: no2005011572
- Nationale Bibliotheek van Israël: 987007434524905171
- Système universitaire de documentation: 092370829
- Virtual International Authority File: 161745022
- WorldCat: E39PBJgMDxgv4MJpb6DXQm9v73